# Basketbal op de Olympische Zomerspelen 1972

Duitse postzegel ter gelegenheid van de Olympische Spelen van 1972

Basketbal is een van de sporten die beoefend werden tijdens de Olympische Zomerspelen 1972 in München.
De finale tussen de Verenigde Staten en de Sovjet-Unie eindigde met een controverse. De laatste seconden werden drie keer gespeeld. Bij de laatste keer scoorde de Sovjet-Unie de winnende basket. Tijdens de medailleuitreiking weigerden de spelers van de Verenigde Staten de zilveren medailles aan te nemen. De medailles liggen nog steeds in een kluis in Lausanne.

## Mannen

### Voorronde

#### Groep A
| Datum       | Tijd  | Land              | Score    | Land              |
| ----------- | ----- | ----------------- | -------- | ----------------- |
| 27 augustus | 10:30 | Cuba              | 105 - 64 | Egypte            |
| 27 augustus | 12:00 | Verenigde Staten  | 66 - 35  | Tsjecho-Slowakije |
| 27 augustus | 14:30 | Japan             | 55 - 110 | Brazilië          |
| 27 augustus | 20:00 | Spanje            | 79 - 74  | Australië         |
| 28 augustus | 9:00  | Brazilië          | 110 - 84 | Egypte            |
| 28 augustus | 14:30 | Verenigde Staten  | 81 - 55  | Australië         |
| 28 augustus | 16:00 | Cuba              | 74 - 53  | Spanje            |
| 28 augustus | 20:00 | Japan             | 61 - 74  | Tsjecho-Slowakije |
| 29 augustus | 9:00  | Brazilië          | 72 - 69  | Spanje            |
| 29 augustus | 14:30 | Japan             | 78 - 73  | Egypte            |
| 29 augustus | 20:00 | Tsjecho-Slowakije | 69 - 68  | Australië         |
| 29 augustus | 21:30 | Verenigde Staten  | 67 - 48  | Cuba              |
| 30 augustus | 10:30 | Egypte            | 58 - 72  | Spanje            |
| 30 augustus | 14:30 | Japan             | 76 - 92  | Australië         |
| 30 augustus | 16:00 | Tsjecho-Slowakije | 65 - 77  | Cuba              |
| 30 augustus | 21:30 | Brazilië          | 54 - 61  | Verenigde Staten  |
| 1 september | 10:30 | Australië         | 70 - 84  | Cuba              |
| 1 september | 14:30 | Egypte            | 31 - 96  | Verenigde Staten  |
| 1 september | 16:00 | Tsjecho-Slowakije | 82 - 83  | Brazilië          |
| 1 september | 18:30 | Japan             | 76 - 87  | Spanje            |
| 2 september | 9:00  | Australië         | 75 - 69  | Brazilië          |
| 2 september | 12:00 | Egypte            | 64 - 94  | Tsjecho-Slowakije |
| 2 september | 14:30 | Japan             | 63 - 108 | Cuba              |
| 2 september | 18:30 | Spanje            | 56 - 72  | Verenigde Staten  |
| 3 september | 9:00  | Japan             | 33 - 99  | Verenigde Staten  |
| 3 september | 10:30 | Spanje            | 70 - 74  | Tsjecho-Slowakije |
| 3 september | 18:30 | Australië         | 89 - 66  | Egypte            |
| 3 september | 21:30 | Cuba              | 64 - 63  | Brazilië          |

| Groep A |                   |             |             |             |            |            |            |        |
| #       | Land              | Wedstrijden | Wedstrijden | Wedstrijden | Doelpunten | Doelpunten | Doelpunten | Punten |
| #       | Land              | G           | W           | V           | V          | T          | Saldo      | Punten |
| 1       | Verenigde Staten  | 7           | 7           | 0           | 542        | 312        | 230        | 14     |
| 2       | Cuba              | 7           | 6           | 1           | 560        | 445        | 115        | 13     |
| 3       | Brazilië          | 7           | 4           | 3           | 561        | 490        | 71         | 11     |
| 4       | Tsjecho-Slowakije | 7           | 4           | 3           | 493        | 489        | 4          | 11     |
| 5       | Spanje            | 7           | 3           | 4           | 486        | 500        | −14        | 10     |
| 6       | Australië         | 7           | 3           | 4           | 523        | 524        | −1         | 10     |
| 7       | Japan             | 7           | 1           | 6           | 442        | 643        | −201       | 8      |
| 8       | Egypte            | 7           | 0           | 7           | 440        | 644        | −204       | 7      |

#### Groep B
| Datum       | Tijd  | Land                     | Score    | Land        |
| ----------- | ----- | ------------------------ | -------- | ----------- |
| 27 augustus | 9:00  | Polen                    | 90 - 75  | Filipijnen  |
| 27 augustus | 16:00 | Joegoslavië              | 85 - 78  | Italië      |
| 27 augustus | 18:30 | Senegal                  | 52 - 94  | Sovjet-Unie |
| 27 augustus | 21:30 | Bondsrepubliek Duitsland | 74 - 81  | Puerto Rico |
| 28 augustus | 16:30 | Senegal                  | 56 - 92  | Italië      |
| 28 augustus | 12:00 | Bondsrepubliek Duitsland | 63 - 87  | Sovjet-Unie |
| 28 augustus | 18:30 | Puerto Rico              | 92 - 72  | Filipijnen  |
| 28 augustus | 21:30 | Polen                    | 64 - 85  | Joegoslavië |
| 29 augustus | 10:30 | Senegal                  | 59 - 95  | Polen       |
| 29 augustus | 12:00 | Sovjet-Unie              | 79 - 66  | Italië      |
| 29 augustus | 16:00 | Puerto Rico              | 79 - 74  | Joegoslavië |
| 29 augustus | 18:30 | Bondsrepubliek Duitsland | 93 - 74  | Filipijnen  |
| 30 augustus | 9:00  | Sovjet-Unie              | 94 - 64  | Polen       |
| 30 augustus | 12:00 | Bondsrepubliek Duitsland | 57 - 68  | Italië      |
| 30 augustus | 18:30 | Filipijnen               | 76 - 117 | Joegoslavië |
| 30 augustus | 20:00 | Puerto Rico              | 92 - 57  | Senegal     |
| 1 september | 9:00  | Senegal                  | 62 - 68  | Filipijnen  |
| 1 september | 12:00 | Bondsrepubliek Duitsland | 56 - 81  | Joegoslavië |
| 1 september | 20:00 | Italië                   | 71 - 59  | Polen       |
| 1 september | 21:30 | Sovjet-Unie              | 100 - 87 | Puerto Rico |
| 2 september | 10:30 | Joegoslavië              | 73 - 67  | Senegal     |
| 2 september | 16:00 | Bondsrepubliek Duitsland | 67 - 65  | Polen       |
| 2 september | 20:00 | Filipijnen               | 80 - 111 | Sovjet-Unie |
| 2 september | 21:30 | Italië                   | 71 - 54  | Puerto Rico |
| 3 september | 12:00 | Italië                   | 101 - 81 | Filipijnen  |
| 3 september | 14:30 | Polen                    | 83 - 85  | Puerto Rico |
| 3 september | 16:00 | Joegoslavië              | 67 - 74  | Sovjet-Unie |
| 3 september | 20:00 | Bondsrepubliek Duitsland | 72 - 62  | Senegal     |

| Groep B |                          |             |             |             |            |            |            |        |
| #       | Land                     | Wedstrijden | Wedstrijden | Wedstrijden | Doelpunten | Doelpunten | Doelpunten | Punten |
| #       | Land                     | G           | W           | V           | V          | T          | Saldo      | Punten |
| 1       | Sovjet-Unie              | 7           | 7           | 0           | 639        | 479        | 160        | 14     |
| 2       | Italië                   | 7           | 5           | 2           | 547        | 471        | 76         | 12     |
| 3       | Joegoslavië              | 7           | 5           | 2           | 582        | 484        | 98         | 12     |
| 4       | Puerto Rico              | 7           | 5           | 2           | 570        | 531        | 39         | 12     |
| 5       | Bondsrepubliek Duitsland | 7           | 3           | 4           | 482        | 518        | −36        | 10     |
| 6       | Polen                    | 7           | 2           | 5           | 520        | 536        | −16        | 9      |
| 7       | Filipijnen               | 7           | 1           | 6           | 526        | 666        | −140       | 8      |
| 8       | Senegal                  | 7           | 0           | 7           | 405        | 586        | −181       | 7      |

### Plaatsingsronde

#### 13e t/m 16e plaats
| Datum       | Tijd  | Land       | Score           | Land    |
| ----------- | ----- | ---------- | --------------- | ------- |
| 5 september | --    | Filipijnen | 2 - 0 (forfait) | Egypte  |
| 6 september | 20:00 | Japan      | 70 - 67         | Senegal |

Egypte trok zijn team terug na het Bloedbad van München, de overige wedstrijden van Egypte kregen een reglementaire 2-0 uitslag.

#### 9e t/m 12e plaats
| Datum       | Tijd  | Land                     | Score   | Land      |
| ----------- | ----- | ------------------------ | ------- | --------- |
| 5 september | 16:45 | Bondsrepubliek Duitsland | 69 - 70 | Australië |
| 5 september | 21:45 | Spanje                   | 76 - 87 | Polen     |

#### 5e t/m 8e plaats
| Datum       | Tijd  | Land              | Score   | Land        |
| ----------- | ----- | ----------------- | ------- | ----------- |
| 6 september | 15:00 | Tsjecho-Slowakije | 63 - 66 | Joegoslavië |
| 6 september | 20:00 | Puerto Rico       | 87 - 83 | Brazilië    |

#### 15e en 16e plaats
| Datum       | Tijd | Land    | Score           | Land   |
| ----------- | ---- | ------- | --------------- | ------ |
| 8 september | --   | Senegal | 2 - 0 (forfait) | Egypte |

#### 13e en 14e plaats
| Datum       | Tijd  | Land       | Score   | Land  |
| ----------- | ----- | ---------- | ------- | ----- |
| 7 september | 15:00 | Filipijnen | 82 - 73 | Japan |

#### 11e en 12e plaats
| Datum       | Tijd  | Land                     | Score   | Land   |
| ----------- | ----- | ------------------------ | ------- | ------ |
| 8 september | 16:45 | Bondsrepubliek Duitsland | 83 - 84 | Spanje |

#### 9e en 10e plaats
| Datum       | Tijd  | Land      | Score   | Land  |
| ----------- | ----- | --------- | ------- | ----- |
| 9 september | 17:45 | Australië | 91 - 83 | Polen |

#### 7e en 8e plaats
| Datum       | Tijd  | Land              | Score   | Land     |
| ----------- | ----- | ----------------- | ------- | -------- |
| 8 september | 20:00 | Tsjecho-Slowakije | 69 - 87 | Brazilië |

#### 5e en 6e plaats
| Datum       | Tijd  | Land        | Score   | Land        |
| ----------- | ----- | ----------- | ------- | ----------- |
| 9 september | 16:00 | Joegoslavië | 86 - 70 | Puerto Rico |

### Halve Finales
| Datum       | Tijd  | Land        | Score   | Land             |
| ----------- | ----- | ----------- | ------- | ---------------- |
| 6 september | 16:45 | Sovjet-Unie | 67 - 61 | Cuba             |
| 6 september | 21:45 | Italië      | 38 - 68 | Verenigde Staten |

### Bronzen Finale
| Datum       | Tijd  | Land | Score   | Land   |
| ----------- | ----- | ---- | ------- | ------ |
| 8 september | 20:00 | Cuba | 66 - 65 | Italië |

### Finale
| Datum       | Tijd  | Land        | Score   | Land             |
| ----------- | ----- | ----------- | ------- | ---------------- |
| 9 september | 21:00 | Sovjet-Unie | 51 - 50 | Verenigde Staten |

### Eindrangschikking
| Goud | Zilver | Brons | 4 |
| Sovjet-Unie Anatolij Polivoda Modestas Paulauskas Zoerab Sakandelidze Alzjan Zjarmoechamedov Aleksandr Bolosjev Ivan Edesjko Sergej Belov Micheil Korkia Ivan Dvorny Gennadi Volnov Aleksandr Belov Serhij Kovalenko | Verenigde Staten Kenneth Davis Doug Collins Tom Henderson Mike Bantom Bobby Jones Dwight Jones James Forbes Jim Brewer Tommy Burleson Charles Thomas McMillen Kevin Joyce Ed Ratleff                            | Cuba Juan Carlos Domecq Fortuondo Ruperto Herrera Tabio Juan Roca Brunet Pedro Chappé García Miguel Alvarez Pozo Rafael Cañizares Poey Conrado Pérez Armenteros Miguel Calderón Gómez Tomás Herrera Martínez Oscar Varona Varona Alejandro Urgelles Guibot Franklin Standard Johnson | Italië Ottorino Flaborea Giuseppe Brumatti Giorgio Giomo Mauro Cerioni Massimo Masini Renzo Bariviera Marino Zanatta Dino Meneghin Pierluigi Marzorati Luigi Serafini Ivan Bisson Giulio Iellini                 |
| 5 | 6 | 7 | 8 |
| Joegoslavië Dragutin Čermak Krešimir Ćosić Miroljub Damnjanović Blagoje Georgievski Vinko Jelovac Dragan Kapičić Žarko Knežević Milun Marović Nikola Plećaš Ljubodrag Simonović Damir Šolman Ratko Tvrdić            | Puerto Rico Teofilo Cruz Raymond Dalmau Héctor Blondet Neftali Rivera Ruben Rodríquez Joe Hatton Mariano Ortíz Billy Baum Earl Brown Miguel Coll Jimmy Thordsen Ricardo Calzada                                 | Brazilië Ubiratan Pereira Maciel Mosquito Marquinhos Hélio Rubens Garcia Luis Cláudio Menon José Edvar Simões Dodi José Aparecido dos Santos Adilson Nascimento Radvilas Kasimiras Gorauskas Zé Geraldo Fransergio                                                                   | Tsjecho-Slowakije Kamil Brabenec Zdeněk Kos Jiří Zídek Jiří Zedníček Jan Bobrovský Jiří Růžička Petr Novický Jiří Konopásek Zdeněk Douša Jiří Pospíšil Jan Blažek Jiří Balaštík                                  |
| 9 | 10 | 11 | 12 |
| Australië Glenn Marsland Ian Watson Richard Duke Bill Wyatt Eddie Palubinskas Brian Kerle Peter Byrne Perry Crosswhite Ray Tomlinson Ken James Tom Bender Toli Koltuniewicz                                          | Polen Mieczysław Łopatka Andrzej Kasprzak Andrzej Pasiorowski Grzegorz Korcz Piotr Langosz Andrzej Seweryn Janusz Cegliński Franciszek Niemiec Ryszard Białowąs Waldemar Kozak Eugeniusz Durejko Jan Dolczewski | Spanje Carmelo Cabrera Clifford Luyk Enric Margall Francesc Buscató Gonzalo Sagi-Vela Jesús Iradier Juan Antonio Corbalán Luis Miguel Santillana Miguel Ángel Estrada Rafael Rullán Vicente Ramos Wayne Brabender                                                                    | Bondsrepubliek Duitsland Karl Ampt Holger Geschwindner Dietrich Keller Hans-Jörg Krüger Dieter Kuprella Joachim Linnemann Rainer Pethran Joachim Pollex Norbert Thimm Helmut Uhlig Klaus Weinand Jürgen Wohlers  |
| 13 | 14 | 15 | 16 |
| Filipijnen Bogs Adornado Narciso Bernardo Ricardo Cleofas Danny Florencio Jimmy Mariano Yoyong Martirez Rogelio Melencio Edgardo Ocampo Manny Paner Adriano Papa Jr. Marte Samson Freddie Webb                       | Japan Kenji Soda Masatomo Taniguchi Nobuo Hattori Kunihiko Yokoyama Atsushi Somamoto Hirofumi Numata Shigeaki Abe Mineo Yoshikawa Kazufumi Sakai Nobuo Chigusa Satoshi Mori Katsuhiko Sugita                    | Senegal Cheikh Fall Babacar Traore Mohamadou Diop Babacar Seck Papa Diop Alioune Gueye Pierre Sagna Abdourahmane N'Diaye Sylvestre Lopis Assane Thiam Joseph Diandy Doudou Camara | Egypte Awad Abdelnabi Ahmed Aboulkheir Mohamed Khaled Ismail Mohamed Aly Selim Mohamed Kemal El-Sayed Tewfik Mohamed Talaat Ismail Adel Ibrahim Fathi Kamel Ahmed Abdelhamid el-Saharti Ahmed Mubarak Abdelhamid |

St. Louis 1904 · Berlijn 1936 · Londen 1948 · Helsinki 1952 · Melbourne 1956 · Rome 1960 · Tokio 1964 · Mexico-Stad 1968 · München 1972 · Montréal 1976 · Moskou 1980 · Los Angeles 1984 · Seoel 1988 · Barcelona 1992 · Atlanta 1996 · Sydney 2000 · Athene 2004 · Peking 2008 · Londen 2012 · Rio de Janeiro 2016 · Tokio 2020 · Parijs 2024 · Los Angeles 2028
Medaillewinnaars 
Atletiek · Badminton (demonstratie) · Basketbal · Boksen · Boogschieten · Gewichtheffen · Handbal · Hockey · Judo · Kanovaren · Moderne vijfkamp · Paardensport · Roeien · Schermen · Schietsport · Schoonspringen · Turnen · Voetbal · Volleybal · Waterpolo · Waterskiën (demonstratie) · Wielersport · Worstelen · Zeilen · Zwemmen